# Alan Pérez
Alan Pérez Lezaun (ur. 15 lipca 1982 w Zurrukain) – hiszpański kolarz szosowy. Jeździ w drużynie Euskaltel-Euskadi. W zawodowym peletonie ściga się od 2005 roku.
Dwukrotnie startował w Vuelta a España i raz w Giro d’Italia. Bez większych sukcesów. Na 6 etapie włoskiego wyścigu błysnął i był drugi. Wygrał Matteo Priamo.

## Najważniejsze zwycięstwa i sukcesy
- 2007 – 94 w klasyfikacji generalnej Vuelta a España
- 2008 – 72 w klasyfikacji generalnej Giro d’Italia; 69 w klasyfikacji generalnej Vuelta a España